# Бусак Бур
Бусак Бур (фр. Boussac-Bourg) насеље је и општина у централној Француској у региону Лимузен, у департману Крез која припада префектури Гере.
По подацима из 2011. године у општини је живело 778 становника, а густина насељености је износила 20,11 становника/km². Општина се простире на површини од 38,69 km². Налази се на средњој надморској висини од 425 метара (максималној 499 m, а минималној 310 m).

## Демографија
| 1962. | 1968. | 1975. | 1982. | 1990. | 1999. | 2011. |
| ----- | ----- | ----- | ----- | ----- | ----- | ----- |
| 844   | 887   | 882   | 892   | 899   | 788   | 778   |

График промене броја становника у току последњих година